# Suzana Lazović
Suzana Lazović född den 28 januari 1992 i Titograd, nuvarande Podgorica, Jugoslavien, är en tidigare montenegrinsk handbollsspelare.

## Klubbkarriär
Lazović har spelat för den montenegrinska klubben ŽRK Budućnost sedan 2004, med vilken hon vann det montenegrinska mästerskapet och den montenegrinska cupen varje år mellan 2008 och 2017. Internationellt vann mittsexan cupvinnarcupen i handboll med Budućnost 2010 och EHF Champions League 2012 och 2015. Lazović var tvungen att avstå spel i Final Four i EHF Champions League 2016-2017 på grund av skadeproblem. Efter att Lazović opererats meddelades först en återkomst i november 2017, men till slut var hon tvungen att avsluta sin karriär.

## Landslagskarriär
Lazović vann bronsmedaljen vid U20-VM 2010.  Hon var medlem i det montenegrinska landslaget. Hon representerade Montenegro vid Världsmästerskapet i handboll för damer 2011. Hon tog OS-silver i damernas turnering i samband med de olympiska handbollstävlingarna 2012 i London. Samma år vann hon vid EM 2012 Serbien med Montenegro. Hon deltog även vid olympiska sommarspelen 2016 i Rio de Janeiro.
Lazović är tränar för montenegrinska ungdomslandslag.